# Rozetvormig kalkkopje
Het rozetvormig Kalkkopje (Fuligo gyrosa) is een slijmzwam behorend tot de familie Physaridae. Het leeft saprotroof op kruidachtige planten en kegels.

## Kenmerken

### Uiterlijke kenmerken
Plasmodiocarpen en sporocarpen vormen groepen die ongesteeld zijn en tot 1,5 mm hoog kunnen worden. Ze groeien dicht op elkaar en hebben een rozetachtige, worm- tot netvormige structuur, en kunnen zelfs vergroeien tot één geheel, wat resulteert in een hoogte van 3 tot 4 mm en een lengte van maximaal 30 mm. De kleur is grijs of grijsbruin. De structuren zijn zijdelings afgeplat. Het hypothallus is doorschijnend roodbruin en opvallend aanwezig, vooral in de niet opgedroogde toestand. Het peridium bestaat uit een laag en is ruw, bezet met witte of rozerode kalkkorrels. Het gaat aan de bovenzijde open door door afbrokkelen. Het plasmodium is licht roomkleurig.

### Microscopische kenmerken
Het capillitium vormt een dicht net van fijne, kleurloze buizen. De kalklichamen variëren in grootte; de grote kalklichamen liggen dwars op de lengterichting van het vruchtlichaam, vaak van wand tot wand reikend, en hebben een spoelvormige structuur. De sporen zijn bruin in massa en grijsbruin in doorvallend licht. Ze zijn fijnwrattig en bezet met groepjes dicht op elkaar staande wratjes, met een diameter van 7-8 µm. 

## Verspreiding
Physarum gyrosum komt wereldwijd voor. De meeste waarnemingen komen uit Noord-Amerika en Europa. In Nederland komt het zeer zeldzaam voor. Het is bekend van kassen en rottend hooi.